# Isla del juego
Isla del juego es un programa de televisión transmitido en Perú, que claramente es una imitación al reality show, Isla del Drama y sus secuelas. Actualmente está en su realización la segunda temporada de la serie llamada Isla del Juego 2.

## 1º Temporada
Esta temporada se dará desde el 27 de septiembre hasta el 24 de octubre de 2009.

### Argumento
Isla del Juego es un programa en donde veinticuatro jóvenes de 20 años, separados en dos equipos de doce personas cada uno ("Las Arañas Gritonas" y "Los Escorpiones Asesinos") se alojan en una isla "Punchana" una isla situada en una zona no especificada en Loreto, Iquitos-. La trama se inspira en populares Realities anteriores, tomando amplios elementos de "Survivor", "Big Brother" y "Iron Chef". Cada semana, ambos equipos deben batirse en una competencia extrema. El equipo ganador obtiene la inmunidad, mientras que el equipo perdedor debe realizar una votación interna (la cual es emitida algunas veces) para elegir al eliminado. Esa misma noche, el equipo perdedor debe reunirse en la fogata, en donde Raúl Espinoza, el anfitrión del programa, va entregando los malvaviscos (los cuales representan la estancia en el programa) en orden creciente, partiendo por el campista que obtuvo la menor cantidad de votos, hasta llegar a la segunda mayoría. El campista que obtuvo la mayor cantidad de votos es eliminado. Al iniciarse el sistema de competencias individuales, la inmunidad es otorgada solamente a un campista. El resto, debe someterse al sistema de eliminación anteriormente descrito. El campista que resulte eliminado debe irse de la isla, y esperar en "El Cerro de la Vergüenza" a que se lo lleve a "El Precipicio de los Perdedores", el cual se tira a un resort de lujo, nombrado "La Maleta de los Perdedores".

### Competidores
Consta de 24 jugadores: Los competidores de Isla del Juego tienen que escoger un nombre para ellos mismos; deben enfrentarse a varios retos o sino uno de los dos equipos debe ir a la playa en la cual uno debe de irse y vota a quien quiere con unos papeles donde escribirá el nombre.

## 2º Temporada
Isla del Juego 2 es la segunda temporada de esta serie. El show se estrenó en Loreto el 31 de octubre de 2009. Su finalización será hasta el 19 de diciembre del mismo año.

### Argumento
Esta serie está compuesta por 28 personajes de los 24 originales de Isla del Juego con 4 más. Ambos realities albergan a Raúl Espinoza (Presentador en la primera temporada) él regresará como el supervisor del casting y distribuidor de los retos. Los jóvenes estarán en un estudio abandonado. Ellos se quedan en pequeños e incomodos tráileres de actores separados en 2 equipos igual que en la primera temporada; "Los  Carpinteros Gritones" y "Los Gasfiteros Asesinos". El ganador se llevará $1,000,000 de dólares.

### Plagio
Los nombres, la ubicación e inclusive el nombre fueron robados de la serie de Teletón Isla del Drama y Luz, Drama, Acción!
- Datos: Q5922263